# ディルバートの法則
ディルバートの法則（ディルバートのほうそく、英: Dilbert principle）は、アメリカ合衆国のコマ割り漫画『ディルバート』の作者スコット・アダムスが述べた1990年代の風刺的見解。

## 法則
「企業は、事業への損害を最小限にとどめるために、系統立てて無能な者から管理職（一般に中間管理職）に昇進させて行く傾向がある」というのが本法則の要諦。
本法則については ディルバート 1995年2月5日付けで主要キャラクターのひとりであるドッグバートが、「リーダーシップとは、生産的流れから間抜けを取り除く自然の摂理である」と言っている。

## アダムスによる解説と発展
アダムスはこの法則について1995年のウォールストリート・ジャーナル紙上で解説をしている。さらにアダムスは、1996年の同名の著書の中で本法則を発展させた。この本はいくつかの経営学修士（MBA）または管理職のためのコースで必修または推薦図書となっている
。
アダムスはこの本の中で、「効果的と言う意味では、ディルバートの法則を使うことは、ゴリラの群れを率いる第1位のオスを選び出すのと同種のことである」としている。この本は150万部以上売れ、ニューヨーク・タイムスのベストセラーランキングに43週載り続けた。

## 「ピーターの法則」との関連
この法則は伝統的な人事労務管理のやり方とは矛盾するので、学術的には正確さを欠くと反論されるかもしれないが、風刺の形をとりながらもビジネスの世界で長きにわたって議論されてきた話題を取上げている。
ディルバートの法則はピーターの法則のひとつの変化形である。ピーターの法則では、「現在の地位で有能さを示す者から長所を奪い取る手段として昇進が用いられている」という、階層型組織（企業や政府機関など）の傾向が述べられている。さらにその結果、「有能だった者は不適当な地位に昇進し、そこに無能者として留まる」と述べている。
一方、ディルバートの法則では、「無能な者は害（製品の品質低下、顧客の機嫌を損ねる、他の従業員を不愉快にするなど）をなさないように意図的に昇進させられる」とする。本法則は、「（ある条件下では）組織の上層部は実質の生産にほとんど寄与しておらず、大部分の現実的、生産的な仕事は下層部の人々によってなされている」という考えに基づいており、同一の組織内で両方の法則が同時に成立することもある。